# 对流雨

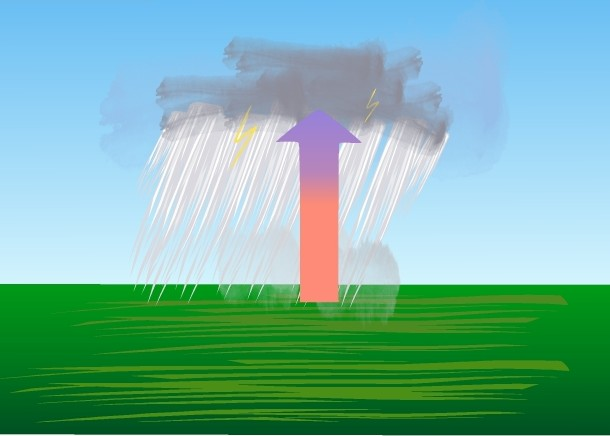
對流雲降水

對流雨是一種降水的形式，是因為大氣對流運動而引起的降水現象。又称热雷雨、雷陣雨，台灣稱西北雨（台羅：sai-pak-hōo），也有人寫作獅豹雨（台羅：sai-pà-hōo），說是如獅、豹般快速和猛烈的雨，但缺乏考證，只能當故事聽聽。
對流雨主要發生於低緯度地區，特別在赤道地區及北迴歸線或南迴歸線間的熱帶雨林氣候和熱帶莽原氣候，熱帶的暖濕氣團隨著間熱帶輻合區中的上升氣流而垂直上升
這現象亦會發生於其他地區，而且常發生於熱帶地區和夏季的內陸地區，當某一地面強烈受熱，空氣受熱膨脹形成低氣壓，產生強烈的垂直空氣對流。上升的氣流是溫暖而潮濕的，有利水氣凝結成水點，水點到達高空時因溫度降低而冷卻匯聚成厚雲，稱為積雨雲。由此形成的降雨稱為對流雨。
這種降雨多在午後空氣對流最強烈的時候出現，通常下雨時間不會持續太長，有時會有閃電。
山區因地形抬升，阻擋積雲前進易使積雲發展成積雨雲或濃積雲形成雷陣雨，故山區較平地容易發生雷陣雨。